# James Abercromby, 1. Baron Dunfermline

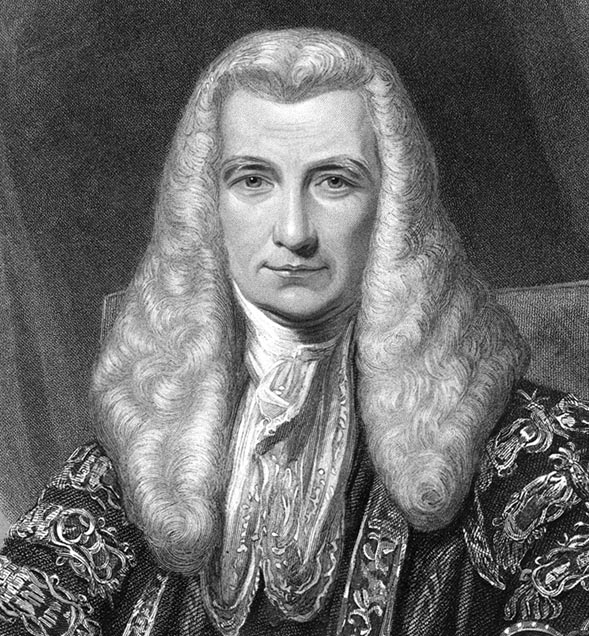
James Abercromby

James Abercromby, 1. Baron Dunfermline (* 7. November 1776 in Tullibody, Schottland; † 17. April 1858 im Colinton House, Midlothian) war ein britischer Jurist und Politiker.

## Leben
James Abercromby war der dritte von vier Söhnen des Generals Sir Ralph Abercromby, der am 28. März 1801 bei der Schlacht von Alexandria ums Leben gekommen war. Er besuchte die Royal High School in Edinburgh und erhielt 1800 die Anwaltszulassung. 1827 erhielt er die Zulassung als Richter.
Am 14. Juni 1802 heiratete er Mary Anne, Tochter von Egerton Leigh, Esq., of West Hall, in High Legh. Ihr Sohn war der 1803 geborene Ralph Abercromby, 2. Baron Dunfermline.
1807 kam James Abercromby für Midhurst ins Unterhaus, wo er sich den Whigs anschloss. 1834 wurde er Münzmeister (Master of the Mint) der Royal Mint und Mitglied des ersten Ministeriums Melbourne.
Am 19. Februar 1835 wurde er als Nachfolger von Charles Manners-Sutton Sprecher (Speaker) des Unterhauses. Nach der Niederlegung dieses Amtes im Mai 1839 wurde er zum Baron Dunfermline ernannt (7. Juni 1839) und trat ins Oberhaus ein. Nachfolger als Unterhaussprecher wurde Charles Shaw-Lefevre.
Seit 1831 war er Fellow der Royal Society of Edinburgh. 1836 wurde er zum Ehrenmitglied der Bayerischen Akademie der Wissenschaften ernannt,
1841 wurde er Dekan an der Universität Glasgow.